# Paul Helmer
Paul Helmer est un homme politique français né le 6 janvier 1874 à Barr (Bas-Rhin) et mort le 3 août 1929 à Paris.

## Biographie
Docteur en droit, il est avocat à Colmar, et devient bâtonnier en 1919. Militant du retour à la France, il défend les personnes attaquées en justice pour leur hostilité à la germanisation. Il est sénateur du Haut-Rhin de 1920 à 1929, et siège à l'Union républicaine. Il est le rapporteur de la loi de 1923 sur l'organisation judiciaire de l'Alsace-Moselle, et participe aux discussions de nombreux textes sur la transposition du droit français en Alsace-Moselle.
En mai 1920, il est nommé membre du comité directeur de la Ligue des patriotes présidée par Maurice Barrès.
Il meurt alors qu'il est en traitement dans une clinique, 95 boulevard Arago à Paris. Ses obsèques sont célébrées à Colmar.

## Distinctions
- Chevalier de la Légion d'honneur (décret du 1er mai 1919)

## Sources
- « Paul Helmer », dans le Dictionnaire des parlementaires français (1889-1940), sous la direction de Jean Jolly, PUF, 1960 [détail de l’édition]